# 1897
Évszázadok: 18. század – 19. század – 20. század
Évtizedek: 1840-es évek – 1850-es évek – 1860-as évek – 1870-es évek – 1880-as évek – 1890-es évek – 1900-as évek – 1910-es évek – 1920-as évek – 1930-as évek – 1940-es évek
Évek: 1892 – 1893 – 1894 – 1895 –  1896 – 1897 – 1898 – 1899 – 1900 – 1901 – 1902

## Események

### Határozott dátumú események
- február 10. – Krétán kinyilvánítják a Görögországgal való egyesülést.[1]
- február 14. – Görög csapatok szállnak partra Krétán.[1]
- március 2. – A nagyhatalmak nyilatkozatot intéznek Görögországhoz és az Oszmán Birodalomhoz, amelyben kimondják Kréta autonómiáját az Oszmán Birodalmon belül, és felszólítják Görögországot csapataik kivonására; a görög kormány elutasítja a jegyzéket.[1]
- április 18. – Az Oszmán Birodalom hadat üzen Görögországnak. Thesszália elfoglalása után II. Miklós orosz cár felszólítja a szultánt a hadjárat leállítására.[1]
- június 6. – II. Vilmos német császár Alfred von Tirpitz tengernagyot nevezi ki – a távozó Friedrich von Hollmann helyett – a német Birodalmi Tengerészeti Hivatal (Reichsmarineamt) élére.[2]
- július 10. – Megindul a miskolci villamosközlekedés, a mai 1-es villamos vonalán.
- július 24. – A világon elsőként Tatán, este fél kilenckor, 21 helyen gyulladnak fel utcai acetilénlámpák.
- augusztus 29–31. – A Herzl Tivadar által Bázelben összehívott első cionista kongresszuson meghirdetik a palesztinai zsidó otthon létrehozását.[3]
- szeptember 12. – A Saragarhi csata a mai Pakisztán területén indiai szikh katonák és afgán felkelők között.
- október 28. – Muraszombatban megalakul a Vendvidéki Közművelődési Egyesület, amely a magyarosítást akarja kipropagálni a magyarországi szlovének körében.
- november 12. – Befejezik az Ungdomshuset építését.
- december 4. – Görögország és az Oszmán Birodalom békét kötnek. A törökök visszaadják az elfoglalt thesszáliai területeket, Kréta oszmán fennhatóság alatt marad, de autonómiával rendelkezik.[1]

### Határozatlan dátumú események

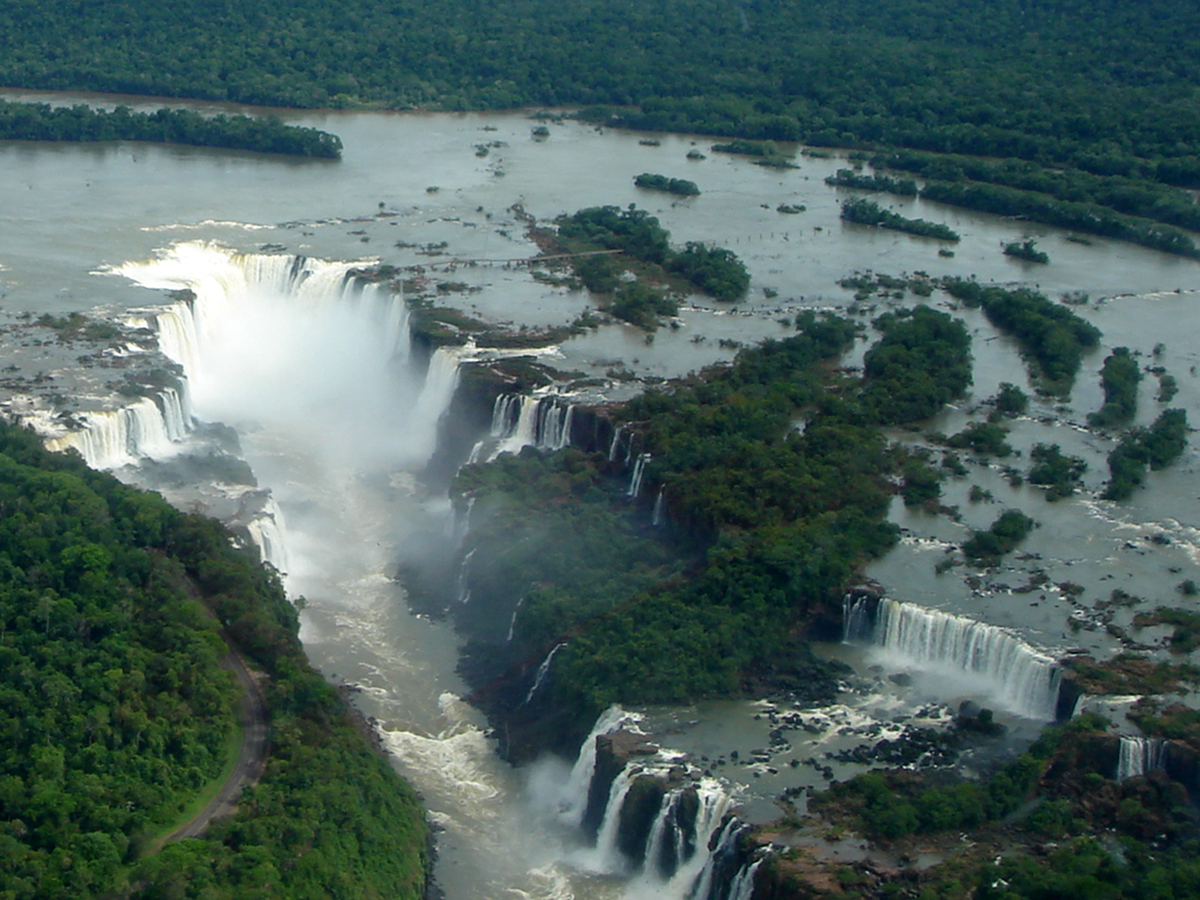
Az Iguazú-vízesés (2005)

- november – Mintegy 700 német katona szállja meg Kína keleti partjainál fekvő Santung-félsziget déli részén található Kiaocsou-öblöt, válaszul a két német misszionárius, Richard Henle és Franz Xaver Nies ellen elkövetett merényletre.[4]
- az év folyamán –
  - A klondike-i aranyláz kitörése.
  - Edmundo de Barros brazil katonatiszt javasolja, hogy az Iguazú-vízesés körül hozzanak létre nemzeti parkot. (Némi határmódosítás után Brazília és Argentína két különálló nemzeti parkot létesített; mindkettőt azzal a céllal, hogy megőrizzék a vízesés térségének növényzetét, állatvilágát és természeti szépségét.).[5]
  - Elkészül Jan Styka lengyel festőművész vezetésével az Erdélyi körkép című panorámakép, mely az 1848–49-es forradalom és szabadságharc számára állított emléket.

## Az év témái

### 1897 a filmművészetben
- március 22. – Georges Méliès filmműtermet nyit Párizs mellett. A 6 méter magas üvegtetejű teremben teljesen felszerelt színpadi berendezés található.
- április 22. – Párizsban Léon Gaumont fényképész filmgyártásba kezd.

### 1897 a tudományban
- június 11. – Robert Bosch szabadalmaztatja a kisfeszültségű gyújtómágnest belső égésű motorok működtetéséhez.[6]
- Rudolf Diesel feltalálja a róla elnevezett öngyulladó belsőégésű motort.[6]
- Karl Ferdinand Braun feltalálja a katódsugárcsövet.[6]

## Születések
- január 6.
  - Szálasi Ferenc hungarista politikus, nemzetvezető († 1946)
  - Veres Péter író, politikus († 1970)
- január 14. – Hasso von Manteuffel német katonatiszt a második világháborúban, később liberális politikus Nyugat-Németországban († 1978)
- január 18. – Friss Antal gordonkaművész († 1973)
- január 27. – Gacs János magyar római katolikus pap, pápai kamarás, cserkész főtiszt, országgyűlési képviselő († 1956)
- február 4. – V. Ijaszu etióp császár, II. Menelik etióp császár unokája († 1935)
- február 6. – Zsidó Sándor magyar ügyvéd, országgyűlési képviselő († 1972)
- február 18. – Ivan Milev bolgár festőművész († 1927)
- március 2. – Prohászka Lajos, a kultúrfilozófia és a neveléstudomány művelője († 1963)
- március 5. – Halmai János magyar katonatiszt, országgyűlési képviselő († 1965)
- március 8. – Herbert Otto Gille, a Német Hadsereg tábornoka, a Német Vaskereszt Tölgyfalombokkal, Kardokkal és Gyémántokkal ékesített Lovagkeresztjének birtokosa, amivel ő volt a Waffen-SS legmagasabb kitüntetésével rendelkező tagja († 1966)
- március 11. – Alvinczy Imre magyar ügyvéd, politikus, országgyűlési képviselő († 1971)
- március 15. – Nagy Lajos régész, művészettörténész, muzeológus, az MTA tagja († 1946)
- március 23. – Hamvas Béla író († 1968)
- április 10. – Eric Knight angol író († 1943)
- április 23. – Lucius D. Clay, az amerikai hadsereg tábornoka, 1947 és 1949 között Németország amerikai megszállási övezetének katonai kormányzója († 1978)
- április 24. – Kósa György zeneszerző († 1984)
- április 28. – Tihanyi Kálmán fizikus († 1947)
- május 10. – Guttmann Márta hárfaművész († 1981)
- június 7. – Vaszary Gábor író, újságíró († 1985)
- június 13. – Paavo Nurmi finn futó († 1973)
- június 14. – Oskar Rudolf Kuehnel (Kühnel) magyar származású lengyel katonatiszt, a katyńi vérengzés áldozata († 1940)
- június 21.
  - Molnár Farkas magyar építész, festő és grafikus, az avantgárd építészet kiemelkedő alkotója († 1945)
  - Bertalan Kálmán magyar földbirtokos, huszárfőhadnagy, országgyűlési képviselő († 1983)
- július 5. – Farkas István magyar nyomdász, kommunista politikus, nemzetgyűlési képviselő († 1983)
- július 17. – Végh Dezső grafikus, festő († 1972)
- július 24. - Amelia Earhart, a repülés amerikai származású női úttörője († 1937)
- augusztus 5. – Csorba Antal magyar ügyvéd, országgyűlési képviselő († 1974)
- augusztus 20. – Ascher Oszkár magyar színész, előadóművész, színészpedagógus, színházigazgató († 1965)
- szeptember 5. – Csorba Sándor magyar földbirtokos, mezőgazdász, országgyűlési képviselő († ?)
- szeptember 13. – Demkó Mihály kárpátaljai magyar újságíró, tanító, nemzetiségi politikus, miniszteri tanácsos, országgyűlési képviselő († 1946)
- szeptember 24.
  - Pap Károly író († 1945)
  - Sinka István író, költő († 1969)
- szeptember 25.
  - Joachim József festőművész, szobrász († 1954)
  - William Faulkner amerikai költő, regényíró († 1962)
- szeptember 26. – VI. Pál pápa, eredeti nevén: Giovanni Battista Montini († 1978)[7]
- október 2. – François Claessens olimpiai ezüstérmes belga tornász († 1971)
- október 15. – Bóna Kovács Károly szobrász, festő, művésztanár († 1970)
- október 29. – Joseph Goebbels, a III. Birodalom népnevelési-, kulturális- és propagandaminisztere († 1945)
- november 9. – Ronald Norrish brit kémikus, († 1978)
- november 18.
  - Haraszti Sándor magyar újságíró, politikus († 1982)
  - Lord Patrick Maynard Stuart Blackett, Fizikai Nobel-díjas angol fizikus († 1974)
- november 30. – Király József katolikus pap, újságíró, lapkiadó, országgyűlési képviselő († 1960)
- december 1. – Mészáros Ferenc természetgyógyász († 1972)
- december 13. – Donogán István atléta, diszkoszvető († 1966)
- december 14. – Kurt Schuschnigg, volt osztrák szövetségi kancellár († 1977)
- december 15. – Stitz János magyar vegyészmérnök, méhész, országgyűlési képviselő († 1985)
- december 24. – Szabó János magyar politikus, helyiipari, később város- és községgazdálkodási miniszter († 1986)

## Halálozások
- január 13. – Schwarz Dávid a merev rendszerű, könnyűfémből készült, kormányozható léghajó feltalálója (* 1850)
- január 17. – Vajda János magyar költő (* 1827)
- február 28. – Torma Károly, magyar régész, országgyűlési képviselő, az MTA tagja (* 1829)
- március 4. – Martin Lajos matematikus, feltaláló (* 1827)
- április 5. – Oszmán pasa török katonai vezető, aki Plevna ostromakor szerzett világhírnevet azzal, hogy egy viszonylag kis sereg élén csaknem öt hónapig sikerrel tartotta fel a sokkal nagyobb egyesült orosz-román hadsereget (* 1832)
- április 8. – Leövey Klára, pedagógus, író, újságíró (* 1821)
- május 12. – Minna Canth finn író, költő (* 1844)
- június 24. – Brassai Sámuel nyelvész, filozófus, természettudós, az „utolsó erdélyi polihisztor”, az MTA tagja (* 1800)
- július 22. – Jakab Elek történész, művelődéstörténész, levéltáros, jogász, akadémikus (* 1820)
- július 30. – Ráth Károly ügyvéd, Budapest első főpolgármestere (* 1821)
- augusztus 31. – Szikszai Lajos,  Szilágy vármegye alispánja, 1848-as forradalmár és szabadságharcos, politikus (* 1825)
- szeptember 1. – Schneider Antal orvos, honvéd ezredes (* 1817)
- szeptember 9. – Pulszky Ferenc politikus, régész, műgyűjtő (* 1814)
- szeptember 16. – Kondor Gusztáv csillagász, matematikus, az MTA tagja (* 1825)
- november 7. – Divald Károly magyar fényképész, a magyar fényképészet úttörője (* 1830)
- december 22. – Pálffy Albert ügyvéd, lapszerkesztő, író, politikus, az MTA tagja (* 1820)
- december 27. – Görgey Kornél honvéd alezredes (* 1819)